# 미스언더스탠드
《미스언더스탠드》(영어: The Upside of Anger)는 미국에서 제작된 마이크 바인더 감독의 2005년 로맨틱 코미디 드라마 영화이다. 조앤 앨런, 케빈 코스트너, 에번 레이철 우드 등이 출연하였고, 잭 바인더 등이 제작에 참여하였다.

## 줄거리
테리는 네 딸 해들리, 앤디, 에밀리, 포파이에게 남편 그레이가 비서와 스웨덴으로 사랑의 도피를 했다고 알린다. 이후 술독에 빠져살던 테리는 역시 술고래인 이웃 데니에게 위로를 받으며 가까워진다.
은퇴한 야구 선수인 데니는 현재 라디오 방송 진행자이며, 앤디가 자신의 방송 제작 보조 자리를 얻게 돕는다. 앤디는 40대 프로듀서 솁과 관계를 갖기 시작하고 이를 테리에게 들켜 분노를 산다. 고등학생 포파이는 동급생 고든을 좋아하지만 곧 게이라는 걸 알고 친구가 된다. 에밀리는 발레 무용수가 되고 싶어하지만 테리가 반대해 미시간 대학교에 진학했다가 섭식 장애 합병증으로 병원에 실려간다. 해들리는 대학 졸업과 동시에 임신 사실을 알리고 남자친구 데이비드와 결혼하겠다고 발표해 테리를 경악하게 만든다.
마음의 여유가 없는 테리에게 데니가 결혼 얘기를 꺼내자 테리는 준비가 되어있지 않은 자신에게 강요를 한다며 화를 낸다. 감정 변화가 잦은 테리를 다독이는 일에 지친 데니는 테리를 떠나는데...

## 출연
- 조앤 앨런 - 테리 앤 울프마이어 역
- 케빈 코스트너 - 데니 데이비스 역
- 얼리샤 윗 - 해들리 울프마이어 역
- 케리 러셀 - 에밀리 울프마이어 역
- 에리카 크리스턴슨 - 앤디 울프마이어 역
- 에번 레이철 우드 - 래번더 "포파이" 울프마이어 역
- 마이크 바인더 - 애덤 "솁" 굿맨 역

## 기타 제작진
- 라인 제작: 피터 헤슬롭
- 배역: 대니엘 로피
- 미술: 크리스 루프
- 의상: 데버라 스콧

## 우리말 녹음
SBS 성우진 (2010년 9월 25일)
- 최문자 - 테리 앤 울프마이어(조앤 앨런)
- 신성호 - 데니 데이비스(케빈 코스트너)
- 윤성혜 - 앤디 울프마이어(에리카 크리스턴슨)
- 정미숙 - 포파이 울프마이어(에번 레이철 우드)
- 윤여진 - 에밀리 울프마이어(케리 러셀)
- 한수림 - 해들리 울프마이어(얼리샤 윗)
- 윤병화 - 애덤 솁 굿맨(마이크 바인더)
- 전광주 - 고든 라이너(데인 크리스천슨)
- 이근욱 - 데이비드의 아버지(데이비드 퍼스)
- 강연숙 - 데이비드의 어머니(수잰 버티시)
- 조동희 - 아서 펜핼로(본인)
- 민응식 - 고든의 아버지(로드 우드러프)
- 조예신 - 방송국 직원(벨라 서바)
- 최원형 - 데이비드(톰 하퍼)